# Tina Haseney
Tina Haseney (* 1973 in Berlin) ist eine deutsche Schauspielerin, Synchron- und Hörspielsprecherin. Bekannt wurde sie als deutsche Stimme der Jedi-Meisterin Aayla Secura aus der Animationsserie Star Wars: The Clone Wars.

## Leben
Haseney wurde am 1973 in Berlin geboren; obwohl sie später Synchronsprecherin wurde, ist über ihren frühen Werdegang nicht viel bekannt.
Ihre Tochter Miria Haseney ist ebenfalls Synchronsprecherin.
Neben Hörspielen und der Synchronisation ist sie auch vereinzelt in Werbefilmen und Dokumentationen zu hören.
Große Bekanntheit erlangte Haseney durch die Synchronisation von Jennifer Hale als Aayla Secura in der Animationsserie Star Wars: The Clone Wars, welche sie in den ersten beiden Staffeln sprach.
Aus unbekannten Gründen wurde die Rolle in den späteren Staffeln von Vera Teltz übernommen.
Des Weiteren war sie in der deutschen Fassung der Serien Marvel’s Luke Cage, Marvel’s Iron Fist und Marvel’s The Defenders zu hören; hierbei synchronisierte sie Simone Missick in der Rolle der Misty Knight.

## Filmografie (Auswahl)
- 1993: Inge, April und Mai
- 1999: ’Ne günstige Gelegenheit
- 2002: Dr. Sommerfeld — Neues vom Bülowbogen (Fernsehserie)
- 2005: Die Rettungsflieger (Fernsehserie)
- 2005: Zauber des Regenbogens (ZDF-Spielfilm)
- 2006: Schmetterlinge im Bauch (Fernsehserie)
- 2007: Die Überflüssigen
- 2017: Leichtmatrosen – Drei Mann in einem Boot
- 2021: Doktor Ballouz (Fernsehserie, Folge Mara)

## Synchronisation (Auswahl)
- 2008–2010: Star Wars: The Clone Wars – Jennifer Hale als Aayla Secura (1. Stimme)
- 2016–2018: Marvel’s Luke Cage – Simone Missick als Mercedes „Misty“ Knight
- 2017: Marvel’s The Defenders – Simone Missick als Misty Knight
- 2018: Marvel’s Iron Fist – Simone Missick als Misty Knight
- 2019: Stumptown – Zulay Henao als Denise
- 2019–2021: Ransom – Sarah Greene  als Maxine Carlson
- 2020: The Grudge – Betty Gilpin als Nina Spencer
- 2020: Tell Me a Story – Simone Missick als Marianna Reynolds
- 2020: Stargirl – Kristin Brock als Wendi Tyler
- 2021: Gossip Girl – Yin Chang als Nelly Yuki
- 2021: Loki – Erica Coleman als Flugbegleiterin

## Hörspiele (Auswahl)
- 2004: Paul Plamper, P.R. Kantate, Robert Ohm: Sacht Bescheid, denn com … ic! Kantomias rettet die Welt (Ein- und zweiteilige Fassung) – Regie: Paul Plamper (Original-Hörspiel – DLR/SWR)
  - Auszeichnung: Hörspiel des Monats September 2004
- 2005: Gary Shteyngart: Handbuch für den russischen Debütanten (1. Teil) (Roberta) – Regie: Thomas Leutzbach (Hörspielbearbeitung – WDR)
- 2006: James Graham Ballard: Hochhaus (3 Teile) (Alexandra Beyer) – Bearbeitung und Regie: Paul Plamper (Hörspielbearbeitung, Science-Fiction-Hörspiel – WDR)
- 2008: Evrim Sen, Denis Moschitto: Poke (1. Frau/Stimme E) – Regie: Thomas Leutzbach (Originalhörspiel, Kriminalhörspiel – WDR)
- 2009: Eugen Egner: Die Beseitigung  (1. Praxishelferin/Jüngere Frau, Passantin) – Regie: Annette Berger (Originalhörspiel – WDR)
- 2019: Cristin König: Moor-Schwestern (Navigatorin) – Regie: Cristin König (Originalhörspiel – DLR)